# Хрест святої Ніни

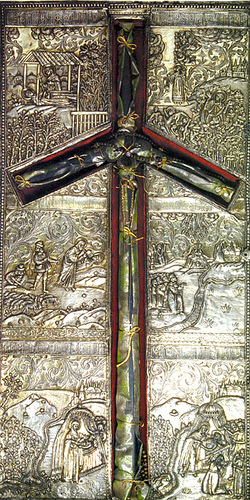
Хрест святої Ніни

Хрест святої Ніни (груз. ჯვარი ვაზისა) — християнська реліквія, хрест, сплетений з виноградних лоз, який, за переказами, Богородиця вручила  святій Ніні перед тим, як направити її до Грузії.

## Історія
Після смерті святої Ніни хрест до 458 року зберігався в соборі Светіцховелі в  Мцхеті, але після посилення язичницьких гонінь хрест був узятий ченцем Андрієм і перенесений в область Тарон у Вірменії. Пізніше хрест протягом близько 800 років переховували в різних вірменських містах і фортецях. В 1239 р. грузинська цариця  Русудан звернулася до монгольського полководця Чармагана, який захопив місто Ані, де в той час перебував хрест святої Ніни, і попросила повернути його до Грузії. Чармаган задовольнив прохання цариці і хрест повернувся в Светіцховелі. Під час небезпеки хрест неодноразово переховували в храмі Святої Трійці біля гори Казбек або у фортеці Ананурі.
В 1749 р. грузинський митрополит Роман, вирушаючи з Грузії до Росії, таємно взяв із собою хрест святої Ніни і передав його грузинському царевичу Бакару, що проживав у Москві. З цього часу протягом понад 50 років хрест зберігався в селі Лискове,  Нижньогородської губернії, у маєтку грузинських князів. В 1801 р. князь Георгій Олександрович підніс хрест святої Ніни імператору  Олександру I, який повелів повернути реліквію до Грузії. З 1802 р. хрест зберігається в тбіліському Сіонському катедральному соборі поруч з північними вратами вівтаря в кіоті, окутому сріблом. На верхній кришці кіота поміщені карбовані мініатюри з житія святої Ніни.

## Ресурси Інтернету
- Вікісховище має мультимедійні дані за темою: Хрест святої Ніни